# Dysdera arganoi
Dysdera arganoi är en spindelart som beskrevs av Gasparo 2004. Dysdera arganoi ingår i släktet Dysdera och familjen ringögonspindlar.
Artens utbredningsområde är Italien. Inga underarter finns listade i Catalogue of Life.